# Dean Wesley Smith

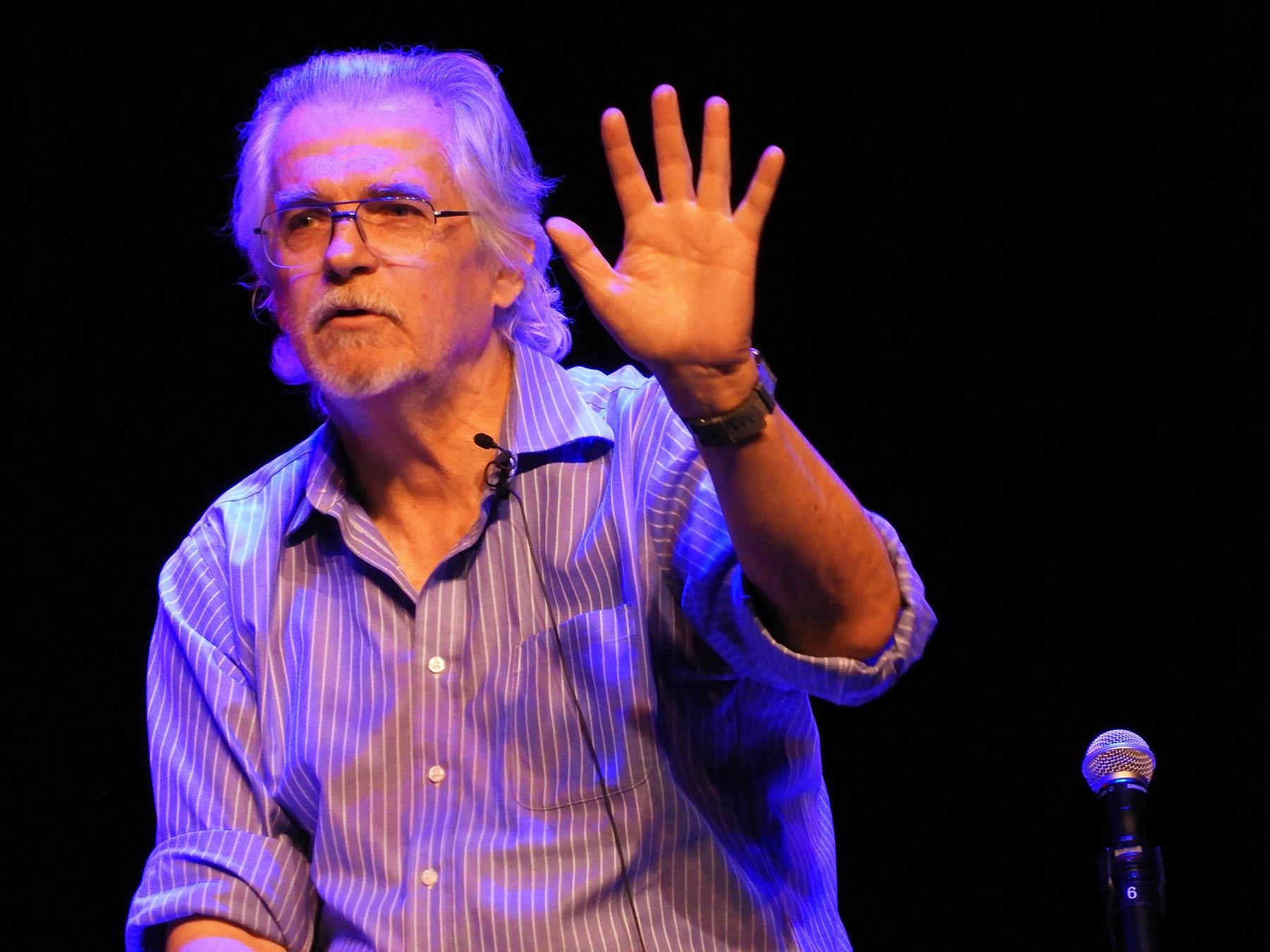
Dean Wesley Smith

Dean Wesley Smith (* 10. November 1950) ist ein US-amerikanischer Science-Fiction Schriftsteller.

## Leben und Arbeit
1992 war Smith Teilnehmer des renommierten Clarion Workshops für angehende Science-Fiction- und Fantasy-Autoren, bei dem er in der Folge auch als Dozent wirkte.
Bekannt geworden ist er in erster Linie durch seine Romane aus dem Star Trek Universum. Unter den Pseudonymen Sandy Schofield und Kathryn Wesley veröffentlichen seine Frau Kristine Kathryn Rusch und er gemeinsam geschriebene Werke.
In erster Linie betätigt sich Smith als Autor von Romanfassungen und Tie-ins zu TV-Serien und Kinofilmen. So veröffentlichte er unter anderem Werke zu: Smallville, Spider-Man, X-Men, Aliens – Die Rückkehr, Roswell, Men in Black, Zurück in die Vergangenheit, Final Fantasy: The Spirits Within, The Rundown, Steel Man, The Core und X-Men.
Smith schreibt aber nicht nur Lizenzarbeiten zu existierenden Filmen, Comics oder Serien, sondern veröffentlicht auch Eigenkreationen wie The Tenth Planet.
Innerhalb des Star Trek Universums hat er Bücher im Rahmen aller fünf existierenden Fernsehserien geschrieben: Raumschiff Enterprise, The Next Generation, Deep Space Nine, Voyager und Enterprise. Zusätzlich schrieb er auch Romane für die Buchserien Star Trek: Starfleet Kadetten und Star Trek – New Worlds, auf Deutsch mehrheitlich beim Heyne Verlag erschienen.
Seine Kurzgeschichten sind in über 20 verschiedenen Anthologien erschienen wie Journeys to the Twilight Zone (1992), The Book of Kings (1995) und Past Lives, Present Tense.
Rusch and Smith leiteten einige Jahre Pulphouse Publishing und verlegten die Hardcover Version des Pulphouse Magazine.
1993 gründete Smith das Magazin Tomorrow Speculative Fiction. Später verkaufte er es an Algis Budrys.

## Bibliografie

### Romanfassungen und Tie-ins
Riverworld
(mit David Bischoff)
- Nevermore, 1993

Star Trek
- Klingon, 1996

Star Trek: Deep Space Nine:
(mit Kristine Kathryn Rusch)
- Das große Spiel, 1994, ISBN 3-453-07956-6, The Big Game, 1993 (als Sandy Schofield)
- Die lange Nacht, 1998, ISBN 3-453-14011-7, The Long Night, 1995

Star Trek: Voyager:
- Die Flucht, 1996, ISBN 3-453-09448-4,  The Escape, 1995 (mit Kristine Kathryn Rusch)
- Echos, 2000, ISBN 3-453-17099-7, Echoes, 1998 (mit Kristine Kathryn Rusch und Nina Kiriki Hoffman)
- Death of a Neutron Star, 1999 (mit Eric Kotani)
- Captain Proton!, 1999

Star Trek: Strange New Worlds:
als Herausgeber:
- Strange New Worlds I, 1996
- Strange New Worlds II, 1999
- Strange New Worlds III, 2000
- Strange New Worlds IV, 2001
- Strange New Worlds V, 2002
- Strange New Worlds VI, 2003
- Strange New Worlds VII, 2004
- Strange New Worlds 8, 2005

Star Trek: The Original Series:
- Die Ringe von Tautee, 1999, ISBN 3-453-14908-4, The Rings of Tautee, 1996 (mit Kristine Kathryn Rusch)
- Invasion Omnibus, 1998 (mit Dafydd ab Hugh, Diane Carey, Kristine Kathryn Rusch)
- Belle Terre: New Earth 2, 2000 (mit Diane Carey)
- Thin Air: New Earth 5, 2000 (mit Kristine Kathryn Rusch)

Star Trek: The Next Generation:
- Invasion 2. Soldaten des Schreckens, 1998, ISBN 3-453-13987-9,  The Soldiers of Fear: Invasion! 2, 1996 (mit Kristine Kathryn Rusch)
- Doppelhelix 2. Überträger, 2012, ISBN 3-86425-012-9, Vectors: Double Helix 2, 1999 (mit Kristine Kathryn Rusch)
- A Hard Rain, 2002
- Double Helix Omnibus, 2002 (mit John Gregory Betancourt, Diane Carey, Peter David, Michael Jan Friedman, Christie Golden, Kristine Kathryn Rusch und John Vornholt)

Star Trek: Day of Honor:
- Das Gesetz des Verrats, 1999, ISBN 3-453-15705-2, Treaty’s Law, 1997 (mit Kristine Kathryn Rusch)
- Star Trek Day of Honor, 1997 (mit Diane Carey, Michael Jan Friedman, L. A. Graf, Kristine Kathryn Rusch)

Star Trek: Captain’s Table:
- The Mist, 1998

Star Trek: S. C. E.:
- The Belly of the Beast, 2000
- Have Tech, Will Travel, 2001 (mit Keith R. A. DeCandido, Christie Golden)

Star Trek: Section 31:
(mit Kristine Kathryn Rusch)
- Der Schatten, 2002, ISBN 3-453-86358-5, Shadow, 2001

Enterprise:
- Das Rätsel der Fazi, 2002, ISBN 3-453-86536-7, Enterprise by the Book, 2001 (mit Kristine Kathryn Rusch)

Aliens
(als Sandy Schofield)
- Rogue, 1995

Spider-Man
- Carnage in New York, 1995 (mit David Michelinie)
- Goblin’s Revenge, 1996
- Emerald Mystery, 2000

Zurück in die Vergangenheit
(als Sandy Schofield)
- Loch Ness Leap, 1997

X-Men
- The Jewels of Cyttorak, 1997 (mit Chuck Wojtkiewicz)
- X-Men, 2000, ISBN 3-442-44962-6, The X-Men, 2000 (mit Kristine Kathryn Rusch)

Shadow Warrior
- For Dead Eyes Only, 1997

Unreal
- Prophet’s Power, 1998

Men in Black
- The Green Saliva Blues, 1998
- The Grazer Conspiracy, 200

The Tenth Planet
- The Tenth Planet, 1999 (mit Kristine Kathryn Rusch)
- Oblivion, 2000
- The Final Assault, 2000 (mit Kristine Kathryn Rusch)

Roswell
(mit Kristine Kathryn Rusch)
- Die letzte Hoffnung, 2002, ISBN 3-8025-2892-1, No Good Deed, 2001
- Unter Quarantäne, 2002, ISBN 3-8025-2943-X, Little Green Men, 2002

Vor – The Maelstrom
- Island of Power, 2000

Smallville
- Gefährliche Jagd, 2003, ISBN 3-8025-3265-1, Whodunnit, 2003
- Smallville Omnibus 2, 2006 (mit Diana G. Gallagher, Nancy Holder)

### Einzelromane
- Laying The Music To Rest, 1989
- The Abductors: Conspiracy, 1996 (mit Jonathan Frakes)
- Steel, 1997
- Arabian Nights, 2000 (als Kathryn Wesley)
- Das zehnte Königreich, 2003, ISBN 3-492-26506-5, The Tenth Kingdom: Do You Believe in Magic?, 2000 (als Kathryn Wesley)
- The Monkey King, 2001 (als Kathryn Wesley)
- Final Fantasy: The Spirits Within, 2001
- Brute Force, 2002
- Swept Away, 2002 (als Kathryn Wesley)
- Salem Witch Trials, 2003 (als Kathryn Wesley)
- The Core: A Novelization, 2003
- The Rundown, 2003
- All Eve’s Hallows: A City Knights Novel, 2005

### Sachbuch
- The Professional Writer’s Guide to Writing Professionally, 1991 (mit Kristine Kathryn Rusch)

## Nominierungen
- Laying the Music to Rest, 1990, Bram Stoker Award in der Kategorie Bestes Erstlingswerk
- In the Shade of the Slowboat Man, 1997, Nebula Award in der Kategorie Beste Kurzgeschichte

## Auszeichnungen
- Pulphouse, 1989, World Fantasy Award in der Kategorie Non-Professional
- Science Fiction Writers of America Handbook, 1991, Locus Award, in der Kategorie bestes Sachbuchmit Kristine Kathryn Rusch